# Banksia seminuda
Banksia seminuda là một loài thực vật có hoa trong họ Quắn hoa. Loài này được (A.S.George) Rye miêu tả khoa học đầu tiên năm 1984.